# Idiops schenkeli
Idiops schenkeli är en spindelart som beskrevs av Roger de Lessert 1938. Idiops schenkeli ingår i släktet Idiops och familjen Idiopidae.
Artens utbredningsområde är Kongo. Inga underarter finns listade i Catalogue of Life.